# Andrzej Frycz Modrzewski
(Andrzej Frycz Modrzewski, De legibus)
Andrzej Frycz Modrzewski, in latino Andreas Fricius Modrevius (Wolbórz, 20 settembre 1503 – 1572), è stato un filosofo, teologo e scrittore polacco definito nel XIX secolo il padre della democrazia in Polonia.

## Biografia
Nato a Wolbórz, un piccolo paesino della Polonia centrale, vicino alla città di Piotrków Trybunalski, da un certo Jakub Modrzewski (1477-1529), di professione mercante, crebbe negli ambiti dell'alta borghesia, al contrario di molti altri autori dell'epoca, come Filip Callimachus o Fabian Birkowski, che venivano dalla nobiltà. Ottenne il titolo di advocatus di Wolbórz, dopo aver studiato all'Università Jagellonica di Cracovia. Fu poi al servizio di un certo Jan Łaski (1456-1531), che era stato segretario di re Casimiro IV sino al 7 giugno 1492, data della morte del sovrano, dal 1508 al 1510 vescovo coadiutore di Leopoli (che all'epoca faceva parte della Polonia) e infine arcivescovo di Gniezno, città situata nel Voivodato della Grande Polonia. Lavorando per Łaski, si appassionò di teologia. Lavorò poi per il figlio, Łaski detto il giovane.
Visse per un po' di tempo in Germania, dove approfondì le proprie conoscenze teologiche alla Martin-Luther-Universität Halle-Wittenberg (che ovviamente all'epoca non si chiamava così) e dove conobbe Martin Lutero, padre del protestantesimo, e altri illustri teologi. Pare che incontrò anche il grande Erasmo da Rotterdam, forse il maggior teologo dell'epoca.
Tornato in Polonia nel 1541, divenne nel 1547 membro della corte di re Sigismondo II, poi, nel 1553, tornò al paese natale. Tuttavia l'accoglienza non fu delle migliori, poiché la comunità era fortemente legata al cattolicesimo, mentre Modrzewski era vicino al calvinismo e alle predicazioni di Giovanni Calvino, che imprudentemente volle insegnare ai giovani. Fu accusato di eresia, ma non poté esser condannato perché il Re stesso intervenne con una lettera chiedendo la sua salvezza. Si presuppone dunque che sia morto per cause naturali.

## Opera e pensiero

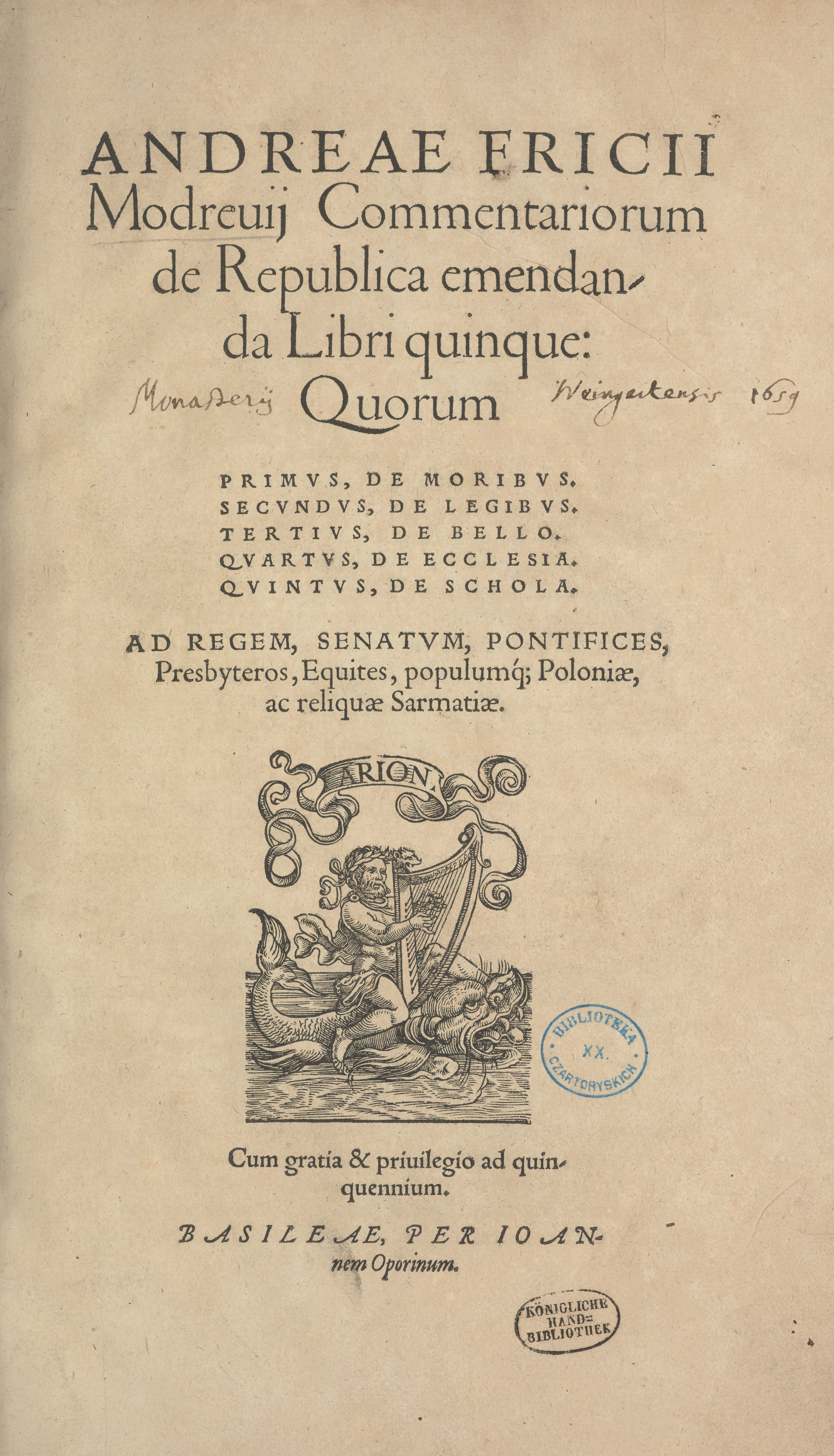

### Pensiero
Avendo studiato le grandi culture classiche e in particolare il diritto latino, Modrzewski ne prese spunto per rinnovare la società, per essere come i grandi riformatori dell'epoca, ma non per abbattere il sistema della Chiesa cattolica, nonostante fosse calvinista. Nonostante le buone intenzioni, non riuscì a ottenere grandi risultati sotto questo aspetto, ma l'efficacia delle sue orazioni e gli studi dedicatogli durante illuminismo e romanticismo fecero sì che meritasse l'appellativo di padre della Democrazia in Polonia.
Modrzewski è ricordato soprattutto per aver sostenuto la fondazione di una monarchia forte, che si facesse garante dei diritti di tutti, nobili e poveri, mercanti e braccianti. Non voleva quindi né la repubblica né tantomeno la lotta di classe. Fu accanito sostenitore dell'uguaglianza di tutti di fronte alla legge - su questo argomento è interamente dedicato il primo libro della sua opera De republica emendanda: il Lascius sive de poena homicidii. Ha inoltre sostenuto le proteste dei contadini contro i salari troppo bassi e l'eccessivo sfruttamento da parte dei feudatari: secondo Modrzewski, inoltre, tutti i terreni dovevano essere delle città (e quindi del re), casomai gestiti dai nobili: non di loro proprietà.
Richiese una maggiore attenzione verso la cultura, lo studio del diritto e della teologia, ma di tante richieste Re Sigismondo II, che comunque aveva subito il fascino della sua cultura, non ne volle realizzare nemmeno una.
Riguardo alla Chiesa, ha sostenuto che dovesse modernizzarsi e restare aperta alle altre possibili interpretazioni della Bibbia. Oggi lo ricordiamo soprattutto per questo.

### Opera
Le sue opere più importanti e, forse, le uniche pervenuteci, sono racchiuse nella raccolta De republica emendanda, trattato strutturato in cinque libri. I primi tre furono pubblicati a Cracovia nel 1551, gli altri due a Basilea, in Svizzera, patria del calvinismo, nel 1553. Costituiscono il più importante contributo teologico di un autore polacco del XVI secolo e, forse, di tutti i tempi.
Il primo di questi cinque libri, il Lascius sive de poena homicidii (in polacco Łaski albo o karze za mężobójstwo), Modrzewski (latinizzatosi Modrevius) critica la disuguaglianza delle classi sociali di fronte alla legge: infatti riporta che, mentre chi era colpevole di aver ucciso un nobile era condannato ad una sanzione di 120 grzywna, alla decapitazione o all'esilio, chi uccideva un contadino, un artigiano o un disoccupato doveva pagarne al massimo 10; se era nobile l'uccisore, allora il processo non si faceva.

#### Libri delDe republica emendanda
- De moribus (Riguardo alle tradizioni)
- De legibus (Riguardo alle leggi)
- De bello (Riguardo alla guerra)
- De Ecclesia (Riguardo alla Chiesa)
- De schola (Riguardo all'istruzione)